# Бернхардт, Дэвид
Дэвид Лонгли Бернхардт (англ. David Longly Bernhardt; род. 17 августа 1969 года, Райфл, Колорадо) — американский адвокат, лоббист и государственный служащий, министр внутренних дел США с 11 апреля 2019 года. Бывший партнёр и акционер колорадской юридической фирмы Brownstein Hyatt Farber Schreck.

## Биография
Получил степень бакалавра в Университете Северного Колорадо в 1990 году. Бернхардт прошёл стажировку в Верховном суде Соединенных Штатов. С отличием окончил Школу права Университета Джорджа Вашингтона в 1994 году. Член Коллегии адвокатов Колорадо.
В 90-х он работал на конгрессмена Скотта Макинниса, республиканца из Гранд-Джанкшен. В 1998 году Бернхардт присоединился к Brownstein Hyatt and Farber, юридической и лоббистской фирме в Денвере.
Он начал работать в Министерстве внутренних дел в 2001 году. Бернхардт был заместителем начальника отдела кадров и советником тогдашнего министра Гейл Нортон, директором по делам Конгресса и законодательства. Солиситор Министерства внутренних дел США с 2006 по 2009 год.
28 апреля 2017 года президент Дональд Трамп назначил его заместителем министра внутренних дел США. Он был утвержден Сенатом США 24 июля 2017 года. Исполняющий обязанности министра внутренних дел с января 2019 года после отставки Райана Зинке. 11 апреля был утверждён в этой должности 56 голосами против 41.
Он живёт в Арлингтоне, штат Вирджиния. Женат, имеет двоих детей.